# László Huzsvár
László Huzsvár (ur. 21 lutego 1931 w Horgoš, zm. 10 grudnia 2016) – serbski duchowny katolicki, biskup diecezjalny Zrenjanin 1988-2007.

## Życiorys
Święcenia kapłańskie otrzymał 29 czerwca 1958.
7 stycznia 1988 papież Jan Paweł II mianował go biskupem diecezjalnym Zrenjanin. 14 lutego tego samego roku z rąk arcybiskupa Gabriela Montalvo Higuera przyjął sakrę biskupią. 30 czerwca 2007 ze względu na wiek na ręce papieża Benedykta XVI złożył rezygnację z zajmowanej funkcji.
Zmarł 10 grudnia 2016.